# Ventrifossa rhipidodorsalis
 Ventrifossa rhipidodorsalis és una espècie de peix de la família dels macrúrids i de l'ordre dels gadiformes.

## Morfologia
- Els mascles poden assolir 21 cm de llargària total.[4][5]

## Hàbitat
És un peix d'aigües profundes que viu entre 500-535 m de fondària.

## Distribució geogràfica
Es troba al sud del Japó, nord-est de Taiwan, el Mar de la Xina Meridional i les Filipines.